# Samograd
Samograd (italienisch Samogrado) ist eine kleine kroatische Insel der Adria in der Gruppe der Kornaten.

## Geografie
Die unbewohnte Insel liegt rund 28 km westlich von Šibenik und etwa 74 km nordwestlich von Split. Sie befindet sich östlich der Insel Kurba Vela und westlich von Žirje. Die nächstgelegene Insel ist Vrtlić im Nordwesten. Die Fläche Samograds beträgt 44.894 m², die höchste Erhebung 33 Meter.
Samograd gehört zum Nationalpark Kornaten.

## Flora und Fauna
Samograd hat einige endemische Arten, darunter Campanula pyramidalis, Euphorbia fragifera, Corydalis acaulis und Iris illyrica.
1956 wurde durch M. Radovanović eine Unterart der Ruineneidechse beschrieben, die auf Samograd und der Nachbarinsel Vrtlić vorkam. Sie trägt den Namen Podarcis sicula samogradi.

## Tourismus
Die Insel wird wegen eines Riffs von Tauchern besucht.